# Justicia roigii
Justicia roigii är en akantusväxtart som beskrevs av Nathaniel Lord Britton och Brother Alain. Justicia roigii ingår i släktet Justicia och familjen akantusväxter. Inga underarter finns listade i Catalogue of Life.